# Japonský topol
Japonský topol je označení křížence evropského topolu černého (Populus nigra) a středoasijského topolu maximowiczova (Populus maximowiczii). Správné označení souboru klonů je max 1–5, které se používá v celé Evropě. Japonský topol je české pojmenování těchto taxonů. V Evropě se pěstuje od 70. let minulého století, kdy první doklady o pěstování pocházejí z Německa. Odtud také označení max eins, max zwei atd. Populární, ale nesprávný název se po ČR a SR rozšířil natolik, že neodborná veřejnost nezná[zdroj?] jiné označení než japonský topol. Tyto, ale i jiné kultivary jsou označovány jako rychle rostoucí dřeviny a v ČR je jich schváleno pro využití na zemědělské půdě přes dvacet.

## Pěstování
Jako každá plodina mají i topoly jisté nároky, které není radno podceňovat, jelikož vše, co se neučiní v přípravě pozemku, typologii a výběru vhodného klonu, se vrátí jako bumerang[zdroj?] v době vegetačního cyklu, což bude mít rozhodující vliv na celou životnost porostu. Rychlerostoucí dřeviny se sázejí ve sponu, který určí typolog, případně autor projektové dokumentace, v závislosti na kultivaru, který na základě vyhodnocení vhodnosti lokality určil odborník. U klonů max 4 (tzv. japonský topol) je prokazatelně nejvýhodnější spon při výsadbě jednořádku a to 60cm × 180cm, kdy je nutno implementovat do porostů vyvážecí cesty a manipulační prostory. Jen tak je možné efektivně pěstovat rychle rostoucí dřeviny na zemědělské půdě. Evropských modelů pro pěstování RRD na zemědělské půdě je mnoho, kdy například v Itálii pěstují rychlerostoucí dřeviny v takzvaných lignikulturách, kdy je spon 2×3 metry, a doba růstu je 15–25 let, kdy po sklizni, která je jediná za životnost porostu, dochází k likvidaci plantáže. Tyto plantáže se používají pro výrobu ušlechtilé kulatiny. Naopak švédský model pro pěstování vrb je dvojřádek 50×70×250 cm, kdy doba obmýtí je 2–3 roky. U obou modelů se intenzivně hnojí. U nás je doporučená délka obmýtí 4–6 let u topolů, a 3–5 let u vrb. Opět v přímé návaznosti na zamýšlený efekt plantáže (štěpka, polínka). Plantáže zakládané v ČR a SR jsou takzvané Energetické plantáže s velmi krátkým obmýtím (SHORT ROTATION CROPS), kdy cílem je získání co nejvyššího množství dřevní hmoty v co nejkratší době.

### Příprava před výsadbou
Vzhledem k tomu, že se jedná o trvalou kulturu nepůvodní dřeviny, je nutné získat souhlasné stanovisko odboru životního prostředí. Plantáže nad výměru 2 hektary je nutno opláštit autochtonními dřevinami, a plantáže nad 5 hektarů je nutno také rozčlenit rovněž autochtonní dřevinou (vrby, topol černý, jasan, jilm). Toto vše by mělo býti v projektové dokumentaci záměru. Rovněž je nezbytně nutné provést typologii pozemku, aby nedošlo k osázení nevhodných pozemků, a tím i zmařené investici. V ČR je mnoho takových porostů, které spíše přežívají, než by dávaly kýžené výnosy.[zdroj?] Tento taxon nesnáší zamokřené pozemky, které bývají kyselé a tím nevhodné pro porosty topolů, ale naopak vhodné pro vrby.

### Příprava pozemku
Plantáže se vysazují do dokonale připravené půdy, prosté plevelů. V případě zaplevelených lokalit se používá chemické ošetření plochy totálními herbicidy (roundup, galup, dominátor atd.), kdy se dle míry zaplevelení aplikují několikrát během vegetace v kombinaci se střední orbou (35 cm). Pro zachování maxima zimní vláhy se doporučuje veškeré procesy provést na podzim, to znamená střední orba, zvláčení smykem, případně použití kompaktoru.

### Výsadba
Výsadba topolů se volí v závislosti na klimatickém regionu zamýšlené plantáže, jelikož jsou v republice místa, kde je srážkový stín a úhrn srážek během vegetace je pod 500 mm a je vysoká pravděpodobnost přísušků, které pro velké výměry mohou být fatální. Proto se zde volí takzvaná podzimní výsadba z řízků, kdy se sází od konce listopadu do konce ledna, vždy v závislosti na počasí. Sází se z dřevitých řízků. Mezi regiony ohrožené přísušky patří část Hané, Jižní Morava, Žatecko, Lounsko, kdy podzimní výsadba je jediná možná alternativa. Řízky se sázejí kolmo do země a sázejí se celé do země tak, že lícuje s terénem. To se dělá proto, že pod sněhem si země sedne a na jaře po tání řízek bude cca 1 cm nad povrchem, což je žádoucí. V regionech úhrnem srážek nad 500 mm se volí jarní výsadba, kdy se sází řízky dlouhé 20–22 cm kolmo do země, kdy se nechá nad povrchem cca 1 cm řízku.

### Údržba
V prvním roce růstu je naprosto nezbytné udržovat řádek čistý alespoň 20 cm od osy řízku na každou stranu; meziřádek postačí mulčovat. V prvním roce tento zásah opakujeme 3krát, případně dle potřeby. Není radno podceňovat buřeň, jelikož některé plevele svým kořenovým systémem mění ph půdy, což může být pro topoly nežádoucí.